# Vivo (álbum de Vico C)
Vivo es el primer álbum en vivo del rapero puertorriqueño Vico C, lanzado el 5 de junio de 2001 a través de EMI Latin. El álbum documenta el histórico concierto "Vico C: Antes y después" realizado el 24 de abril de 1999 en el Anfiteatro Luis Muñoz Marín de Hato Rey, San Juan, como parte de la celebración del éxito de su álbum Aquel que había muerto (1998).
Vivo se convirtió en un hito tanto comercial como artístico para Vico C, otorgándole su primer Grammy Latino como Mejor Álbum de Rap/Hip-Hop en 2002, además de ser nominado a Álbum del Año en la misma ceremonia.
El álbum representa un repaso nostálgico de los grandes éxitos de la carrera temprana de Vico C, abarcando material desde su época pre-profesional (1984-1988) hasta sus primeros años de éxito comercial (1989-1993), previo a su conversión al cristianismo y su etapa más consciente.

## Contexto histórico
Tras el rotundo éxito de Aquel que había muerto lanzado en diciembre de 1998, que superó las 50,000 unidades vendidas en pocas semanas convirtiéndose rápidamente en disco de oro, era inevitable un retorno apoteósico de Vico C a los escenarios para celebrar esta nueva era en su historia musical y personal.
Los conciertos se programaron para los días 24 y 25 de abril de 1999 en el Anfiteatro Luis Muñoz Marín de Hato Rey. La curiosidad de estas fechas es que cada concierto tenía un enfoque diferente: el del 24 de abril llevaba por nombre "Vico C: Antes y después" y repasaba los puntos altos de toda su carrera, mientras que el del 25 de abril estaba dedicado exclusivamente a estrenar en vivo la trama de Aquel Que Había Muerto para luego embarcarse en la gira del mismo.
Ese fin de semana, un total de 7,000 personas respaldaron este determinante hito en la trayectoria de Luis Armando Lozada Cruz, quien acuñó para esta etapa la frase que se volvería icónica: "los quiero como si los hubiese parío".

## Concepto y selección musical
Vivo documenta específicamente el concierto del 24 de abril, "Vico C: Antes y después", que funcionó como un repaso cronológico de la evolución artística del pionero del rap en español. El álbum captura un momento único donde Vico C revisita su catálogo precristiano, abarcando desde sus primeras composiciones underground hasta sus grandes éxitos comerciales.
La selección musical incluye material de diferentes épocas de su carrera temprana, desde canciones de su época pre-profesional como "El Filósofo", "La Calle", "En Coma" y "Sin Pena" (compuestas entre 1984-1988), hasta éxitos consolidados de su período de mayor impacto comercial (1989-1993) como "Me Acuerdo", "Tony Presidio" y "She Likes My Reggae".
El álbum presenta un extenso popurrí de más de 10 minutos que condensa cinco de sus canciones más emblemáticas de la época pre-profesional, demostrando la riqueza de su catálogo temprano y su evolución lírica desde sus inicios en el underground puertorriqueño.

## Producción y arreglos
En vivo, "El Filósofo" contó con el acompañamiento de su compañero de los inicios DJ Negro y una banda completa formada por José Gómez en teclados, Ismael Rivera en batería, José Alvarado en bajo, Wiso Aponte en guitarra, más los coros de Coco Casiano y Baby Shabba.
A diferencia del rap más directo y crudo, Vico C utilizó líneas melódicas fuertes e instrumentos acústicos como telón de fondo, tomando libremente elementos de grooves conocidos como el sample de "Another One Bites the Dust" de Queen en "El Filósofo", y adaptaciones como "I Like/Baby Quiero Hacerlo" interpretada con Lizzy Estrella, que traduce el coro del éxito R&B/pop/disco de S.O.S. Band "Take Your Time Do It Right".

## Contenido del álbum
Vivo presenta una cuidadosa curación de los grandes éxitos de Vico C grabados íntegramente en vivo. El álbum incluye interpretaciones en vivo de clásicos como "Me Acuerdo" en una versión extendida de ocho minutos con la participación de Lizzy Estrella, y presenta la canción inédita "El Súper Héroe" como bonus track, que posteriormente aparecería en Emboscada (2002) con video oficial.
El álbum también incluía un cómic enfocado en el personaje de "El Súper Héroe", agregando un elemento visual innovador para la época en las producciones discográficas del rap latino.

## Recepción y legado

### Recepción crítica
Vivo recibió reseñas positivas de la crítica, que elogió las interpretaciones en vivo de Vico C y su capacidad para reinventar sus clásicos en un formato de concierto. Los críticos destacaron la calidad de las interpretaciones vocales y la habilidad del artista para mantener la energía y conexión con el público a lo largo de todo el espectáculo.

### Reconocimientos
El álbum obtuvo reconocimientos significativos:
- Premios Grammy Latinos 2002 - Mejor Álbum de Rap/Hip-Hop (Ganador)[2]
- Premios Grammy Latinos 2002 - Álbum del Año (Nominado)[3]
- Billboard Latin Music Awards 2002 - Álbum de Rap Latino del Año (Nominado)[7]

### Impacto histórico
Vivo representa un documento histórico fundamental del rap en español, capturando el momento en que Vico C había completado su transformación personal y estaba en la cúspide de su reconocimiento artístico. El álbum consolidó su estatus como pionero indiscutible del género y demostró que el rap latino podía alcanzar los más altos estándares de calidad tanto en estudio como en vivo.
El Grammy Latino obtenido por Vivo marcó un precedente importante para el reconocimiento del rap en español en ceremonias internacionales, abriendo caminos para futuras generaciones de artistas urbanos latinos.

## Lista de canciones
| N.º   | Título                                                                                                 | Colaboraciones | Duración |  |
| 1.    | «Introducción»                                                                                         |                | 1:21     |  |
| 2.    | «Cosa Nuestra de Barrio / Base y Fundamento»                                                           |                | 7:41     |  |
| 3.    | «El Filósofo / La Calle / En Coma / Sin Pena / La Recta Final» (Popurrí de grandes éxitos (1984-1989)) |                | 10:20    |  |
| 4.    | «Tony Presidio»                                                                                        |                | 3:49     |  |
| 5.    | «She Likes My Reggae»                                                                                  |                | 4:52     |  |
| 6.    | «Me Acuerdo»                                                                                           | Lizzy Estrella | 8:01     |  |
| 7.    | «I Like It / Baby Quiero Hacerlo» (Sample de S.O.S. Band)                                              | Lizzy Estrella | 8:46     |  |
| 8.    | «El Súper Héroe» (Bonus track inédito)                                                                 |                | 4:13     |  |
| 48:59 | |                |          |  |

## Personal
Créditos adaptados de las notas del álbum y fuentes de la grabación en vivo.
Artista principal
- Vico C – voz, composición, producción

Músicos de apoyo (en vivo)
- DJ Negro – DJ, música en vivo (pistas 1-7)
- José Gómez – teclados (pistas 1-7)
- Ismael Rivera – batería (pistas 1-7)
- José Alvarado – bajo (pistas 1-7)
- Wiso Aponte – guitarra (pistas 1-7)
- Coco Casiano – coros (pistas 1-7)
- Baby Shabba – coros (pistas 1-7)

Artistas invitados
- Lizzy Estrella – voz en "Me Acuerdo" e "I Like It / Baby Quiero Hacerlo"

Bonus track (estudio)
- Coco Casiano – coros de apoyo en "El Súper Héroe"
- Ismael Rivera – batería en "El Súper Héroe"
- Norman "Mostrícui" Casiano – guitarra en "El Súper Héroe"

Producción
- EMI Latin – sello
- Caribbean Records – producción
- Filosofo Publishing – editorial
- Nelson González – dirección artística
- Casiano Group – management

## Datos de grabación
- Grabación en vivo: Anfiteatro Luis Muñoz Marín, Hato Rey, San Juan (24 de abril de 1999)
- Grabación de estudio: Playbach Recording Studios, San Juan, Puerto Rico ("El Súper Héroe")
- Fecha de concierto: 24 de abril de 1999
- Asistencia: Aproximadamente 3,500 personas (primera noche)

## Significado cultural
Vivo captura un momento único en la historia del rap latino, documentando el momento en que Vico C había superado completamente sus problemas personales y estaba en el apogeo de su reconocimiento artístico. El álbum funciona como un puente generacional, conectando a los fanáticos que habían seguido su carrera desde los años 80 con nuevas audiencias que lo habían descubierto a través de Aquel Que Había Muerto.
La frase "los quiero como si los hubiese parío", acuñada durante estos conciertos, se convirtió en un lema icónico que refleja la relación especial entre Vico C y su audiencia, consolidando su imagen como una figura paternal en el rap en español.
El álbum también representa la última gran celebración de su catálogo precristiano antes de que su carrera tomara direcciones más conscientes y espirituales con álbumes posteriores como Emboscada y En Honor a la Verdad.